# Мурадов, Рустам Усманович
Руста́м Усма́нович Мура́дов (род. 21 марта 1973, Чинар, Дербентский район, Дагестанская АССР, РСФСР, СССР) — российский военачальник. Командующий войсками Восточного военного округа (5 октября 2022 — 6 апреля 2023), генерал-полковник (2023). Герой Российской Федерации (2017).
С 28 февраля 2022 года, из-за вторжения России на Украину, находится под персональными санкциями Евросоюза и ряда других стран.

## Биография
Рустам Усманович Мурадов родился 21 марта 1973 года в селе Чинар Дербентского района. Его отец родом из села Ханак Табасаранского района Дагестанской АССР. По национальности табасаран. Отец — Усман, мать — Умижат. Отец в 1966 году, после землетрясения в Южном Дагестане, переселился с родителями в село Чинар из Табасаранского района. Здесь и женился. В семье было трое сыновей. Рустам учился в Чинарской средней школе.
Выпускник школы курсантов в Новочеркасске. На военной службе с 1990 года. С отличием окончил Санкт-Петербургское высшее общевойсковое командное училище (1995) и Общевойсковую академию Вооружённых Сил Российской Федерации, также окончил Военную академию Генерального штаба Вооружённых сил Российской Федерации (2015).
С 1990-х годов участвовал в Первой и Второй чеченских войнах.
Командир взвода, роты (1996), командир 242-го гвардейского мотострелкового полка (2008—2009), командир 17-й отдельной гвардейской мотострелковой бригады (2009), командир 36-й отдельной гвардейской мотострелковой бригады Восточного военного округа (2009—2012).
В 2012 году присвоено очередное воинское звание генерал-майор. С 2012 по 2013 год — начальник 473-го Лисичанского окружного учебного центра Центрального военного округа.
С 2013 по 2015 год — слушатель Военной академии Генерального штаба Вооружённых сил Российской Федерации.
С 2015 по 2017 год — первый заместитель начальника и начальник штаба 41-й армии. В 2016 году — представитель России в Совместном российско-украинском центре по контролю и координации вопросов прекращения огня и стабилизации линии разграничения сторон (СЦКК) в Донбассе. 5 марта 2016 года в 19:15 в районе Ясиноватой, вместе с другими представителями российской стороны в СЦКК, попал под обстрел, который вёлся из РПГ, зенитных установок, крупнокалиберных пулемётов и длился около 20 минут.
В 2017 году — военный советник в Сирии. Отряды под командованием Мурадова в течение двух недель пробивались от Эс-Сухне до Дейр-эз-Зора, преодолевая ожесточённое сопротивление противника. В сутки проходили по 15-20 км и более. Указом Президента России от 28 декабря 2017 года за мужество и героизм, проявленные при исполнении воинского долга, генерал-майору Мурадову присвоено звание Героя Российской Федерации со вручением знака особого отличия — медали «Золотая Звезда».
С декабря 2017 по декабрь 2018 года — командующий 2-й гвардейской Краснознамённой армией Центрального военного округа.
С 25 декабря 2018 года — заместитель командующего войсками Южного военного округа.
Указом Президента России от 20 февраля 2020 года присвоено очередное воинское звание генерал-лейтенант.
С 11 ноября 2020 года по 9 сентября 2021 года — командующий Российским миротворческим контингентом в Нагорном Карабахе.
Во время вторжения России на Украину принял командование группировкой войск «Восток».
С 5 октября 2022 года — командующий войсками Восточного военного округа. В начале ноября появились сообщения о тяжелых потерях 155-й бригады морской пехоты в ходе наступления на Павловку Донецкой области. По сообщениям российских военных корреспондентов, в начале ноября в ходе атак на Павловку бригада потеряла 63 человека. В последующие дни военкоры сообщили, что в ходе наступления под Павловкой Донецкой области бригада могла потерять около 50 % техники и 300 человек убитыми, ранеными и пропавшими без вести. Украинские журналисты публикуют видео с дрона, на котором якобы изображены погибшие в ходе атаки солдаты РФ. В потерях в ходе «непонятного» наступления выжившие военнослужащие обвинили генерала Мурадова.
В январе — феврале 2023 года под его командованием 155-я и 40-я бригады морской пехоты РФ предприняли ряд атак на Угледар. Во время боёв 72-я омехбр, оборонявшая город, удержала его и нанесла обеим российским бригадам тяжёлые потери (визуально подтверждённые потери российской бронетехники составили 130 единиц танков, БМП и БТР). По мнению экспертов, провал наступления был, среди прочего, следствием некомпетентного руководства войсками. Российские военкоры возложили вину за тактические неудачи на высшее командование, в том числе снова на генерала Мурадова. По мнению военного аналитика Майкла Кофмана, «Мурадов раз за разом отправлял силы в атаку малыми механизированными формациями по минным полям и открытой местности, и они ничего не достигли под Угледаром».
17 февраля Путин присвоил Мурадову воинское звание генерал-полковник.
В начале апреля 2023 года The Moscow Times утверждал, что Мурадов освобождён от должности командующего Восточным военным округом и отстранён от командования, что в СМИ связывали с неудачей в феврале того же года российского наступления под Угледаром.

## Роль в возвращении военнопленных
Ряд СМИ приписывал ему ключевую роль в возвращении пленных после вооружённого конфликта в Нагорном Карабахе (2020). Так, сообщалось, что в первой половине декабря 2020 года он вёл переговоры с представителями армянской и азербайджанской сторон об обмене пленными по принципу «всех на всех». В результате достигнутых договорённостей 14 декабря обмен военнопленными состоялся. Командующий передал азербайджанской стороне 12 человек, армянской стороне 44 человека. Самолётом ВКС России их доставили домой в Баку и в Ереван, соответственно.
На следующий день между противоборствующими сторонами произошёл инцидент близ сёл Хин Тахер и Хцаберд Гадрутского района, в результате которого большая группа армянских военнослужащих попала в плен. 15 декабря 2020 года при личном посредничестве командующего Рустама Мурадова группа была выведена из окружения.
20 декабря 2020 года в Карабахе нашли считавшихся пропавшими 70 дней военных. Лидер непризнанной Нагорно-Карабахской республики (НКР) Араик Арутюнян выразил особую признательность командующему российским миротворческим контингентом генерал-лейтенанту Рустаму Мурадову.
10 февраля 2021 года министр обороны Армении Вагаршак Арутюнян поблагодарил генерал-лейтенанта Мурадова за активное участие в процессе обмена пленными, а также содействие в поисках пропавших без вести, отметив эффективность деятельности российского контингента.
1 апреля 2021 начальник Генштаба ВС Армении генерал-лейтенант Артак Давтян выразил благодарность Рустаму Мурадову за эффективную работу российского миротворческого контингента.
3 мая 2021 года трое армянских военнопленных вернулись из Азербайджана. Депутат от правящего блока Армении Назели Багдасарян на странице в Facebook сообщила, что пленные вернулись на родину благодаря усилиям командующего российскими миротворцами в регионе Рустама Мурадова.

12 июня 2021 года посол России в Армении Сергей Копыркин заявил, что 8 июня 2021 года благодаря оперативным действиям генерала Мурадова удалось вернуть домой военнослужащего Армении Артура Картаняна, который заблудился и попал в плен. 
По имеющимся у меня данным, при непосредственном участии командующего миротворческим контингентом России в Нагорном Карабахе генерал-лейтенанта Рустама Мурадова сторонами был произведён обмен 82 человек, из них 66 армянских граждан. Работа не прекращается. Свежий пример: 8 июня заблудился армянский военный, и благодаря оперативным действиям генерала Мурадова, который находился в контакте с азербайджанской и армянской сторонами, удалось решить проблему. Уже на следующий день военнослужащий был возвращён армянской стороне. Это актуальный конкретный пример.
12 июня 2021 года Азербайджан вернул Армении 15 военнопленных в обмен на карты минных полей. Решающая роль в достижении договорённости по возвращению 15 армянских пленных на родину принадлежала Мурадову, согласно утверждению источников «Sputnik Армения». Исполняющий обязанности премьер-министра Армении Никол Пашинян выразил благодарность Мурадову за помощь в возвращении военнопленных.  С июня 2022 года командовал группировкой «Восток». Президент России Владимир Путин 17 февраля повысил в звании командующего Восточным военным округом генерала Рустама Мурадова.

## Семья
Женат. Имеет двух дочерей и двух сыновей.

## Санкции
После начала вторжения России на Украину попал под международные санкции Евросоюза за участие в военных действиях против Украины, так как «несет ответственность за активную поддержку или осуществление действий или политики, которые подрывают или угрожают территориальной целостности, суверенитету и независимости Украины, а также стабильности и безопасности в Украине».
В марте 2022 года был включен в санкционные списки Великобритании, Швейцарии и Новой Зеландии по аналогичным основаниям. Также находится в санкционных списках Японии, Украины, Канады и Австралии.

## Награды
- Герой Российской Федерации (2017) — за мужество и героизм, проявленные при исполнении воинского долга[10][60]
- Орден «За заслуги перед Отечеством» II степени с мечами[источник не указан 1355 дней]
- Орден «За заслуги перед Отечеством» III степени с мечами
- Орден «За заслуги перед Отечеством» IV степени с мечами
- Орден Александра Невского (2020)[61]
- Орден Мужества (1997)
- Орден Мужества (2000)
- Орден «За военные заслуги» (2012)
- Медаль ордена «За заслуги перед Отечеством» II степени с мечами
- Медаль «Участнику военной операции в Сирии»
- Медали РФ
- Орден «За заслуги перед Республикой Дагестан» (2024)[62]
- Почётный гражданин Борзинского района Забайкальского края
- Почётный гражданин Табасаранского района Республики Дагестан